# Чан Ман Йон
Чхан Ман Йон (кор. 장만영; 25 січня 1914—1977) — корейський поет та журналіст, пов'язаний з модернізмом 1930-х років. Він народився в окрузі Йонбек, префектура Кокай, Корея, Японська імперія. Навчався у середній школі Кейджо в Сеулі, а пізніше в англійській школі Міджаккі в Токіо.
Вважається одним із головних представників корейського модернізму 1930-х років, він відрізняється від інших поетів цієї традиції своїм захопленням пасторальної поезії. Ностальгічні теми сільського життя використовувалися для відображення труднощів і страждань часів, у яких жив Чан; Він продовжував використовувати ці прийоми, щоб відобразити труднощі життя в ранній Південній Кореї.
Чан був редактором Seoul Shinmun, а також був президентом Товариства корейських поетів.